# 大村信行
大村信行（おおむら のぶゆき、1865年1月17日〈元治元年12月20日〉 - 没年不明）は、大日本帝国陸軍の軍人。最終階級は陸軍中将。従四位勲三等功四級

## 経歴
1865年1月17日（元治元年12月20日）長州藩大村久兵衛の次男として生まれる。父久兵衛はかつて、奇兵隊と常備軍の小郡付近での戦闘において常備軍側に加わり戦闘に参加した。明治の初め頃には少年を集めて郷勇隊を編成し、武術の鍛錬などを行っていた。
- 1885年（明治18年）陸軍教導団に入団[1]
- 1886年（明治19年）陸軍士官学校に入学[1]
- 1889年（明治22年）陸軍士官学校を卒業し歩兵少尉に任官、歩兵第11連隊に補される[1][2]
- 1893年（明治26年）歩兵中尉に任官し、同年陸軍大学校に入校[1][3]

日清戦争に従軍
- 1897年（明治30年）8月5日歩兵大尉、歩兵第11連隊中隊長[1][4][5]
- 1900年（明治31年）陸軍大学校を卒業（12期[6]）、3月12日参謀本部部員[1][7]
- 1902年（明治35年）2月1日第11師団参謀、11月15日歩兵少佐、歩兵第2連隊附[1][8][9]
- 1903年（明治36年）5月14日歩兵第3連隊大隊長、9月26日参謀本部部員[1][10][11]

日露戦争に従軍
- 1905年（明治38年）歩兵中佐[1][12]
- 1908年（明治41年）3月9日第8師団参謀長、12月21日歩兵大佐[1][13][14][15]
- 1913年（大正2年）3月4日歩兵第69連隊長[1][13][16]
- 1914年（大正3年）8月8日陸軍少将、歩兵第14旅団長[1][13][17]
- 1916年（大正5年）4月1日歩兵第37旅団長[1][13][18]
- 1918年（大正7年）7月24日陸軍中将[13]
- 1919年（大正8年）1月15日予備役[13]
- 1931年（昭和6年）4月1日退役[19]
- 1941年（昭和16年）に大村益次郎を祀る大村神社の拡張が提起されると、新たに設立された大村神社奉賛会の会長を務めた[20]。
- 1947年11月28日～1952年4月1日、公職追放[21][22]

## 栄典
- 1895年（明治28年）11月7日、勲六等単光旭日章[23]
- 1901年（明治34年）12月28日、勲五等瑞宝章[24]
- 1906年（明治39年）9月8日、勲三等太極章佩用允許[25]
- 1914年（大正3年）5月16日、勲三等瑞宝章[26]
- 1919年（大正8年）2月14日、従四位[27]

## 家族
- 妻 ヤミ：国弘彦市の長女[1][28]
- 長男 敏風：陸軍主計中佐、妻は吉武唯一の次女 冨美子、子は光風（長男）敏子（長女）信子（次女）[1][28]
- 三男 正風[1][28]
- 次女 貞子：夫は陸軍中将酒井直次[1][28]
- 三女 武子：夫は藤田立二[1][28]
- 四女 清子：柏木直甫[1][28]
- 養子 たつこ：夫は甥の大村豊輔陸軍大佐[1][28]